# Dulhipur
Dulhipur es  una ciudad censal situada en el distrito de Chandauli en el estado de Uttar Pradesh (India). Su población es de 8249 habitantes (2011). 

## Demografía
Según el  censo de 2011 la población de Dulhipur era de 8249 habitantes, de los cuales 4219 eran hombres y 4024 eran mujeres. Dulhipur tiene una tasa media de alfabetización del 53,21%, inferior a la media estatal del 67,68%: la alfabetización masculina es del 58,78%, y la alfabetización femenina del 47,35%.